# Polymixia salagomeziensis
Polymixia salagomeziensis är en fiskart som beskrevs av Kotlyar, 1991. Polymixia salagomeziensis ingår i släktet Polymixia och familjen Polymixiidae. Inga underarter finns listade i Catalogue of Life.